# 紫花黄金凤
紫花黄金凤（学名：Impatiens siculifer var. porphyrea）为凤仙花科凤仙花属下的一个变种。